# Циклоїда

Точка на колі, яке котиться, описує циклоїду

Циклоїда (від грец. κυκλοειδής —  круглий) — плоска трансцендентна крива.
Циклоїда визначається кінематично як траєкторія фіксованої точки кола радіуса {\displaystyle r}, що котиться без ковзання по прямій.

## Рівняння
Приймемо горизонтальну вісь координат як пряму, по якій котиться коло радіуса {\displaystyle r}.
- Циклоїда описується параметричними рівняннями

{\displaystyle x=r\theta -r\sin \theta },
{\displaystyle y=r-r\cos \theta }.
- Використавши {\displaystyle (r-y)/r=\cos \theta } запишемо рівняння в декартовій системі координат:

{\displaystyle x=r\arccos {\frac {r-y}{r}}-{\sqrt {2ry-y^{2}}}}
- Циклоїда може бути отримана як розв'язок диференціального рівняння:

{\displaystyle \left({\frac {dy}{dx}}\right)^{2}={\frac {2r-y}{y}}.}
- Також через котангенс половинного кута:

{\displaystyle {\frac {dy}{dx}}=\cot {\tfrac {\theta }{2}}.}

## Властивості
- Циклоїда — періодична функція по осі абсцис, з періодом {\displaystyle 2\pi r}. За межі періоду зручно прийняти особливі точки (точки повернення) виду  {\displaystyle t=2\pi k}, де {\displaystyle k} — довільне ціле число.
- Для проведення дотичної до циклоїди в довільній її точці A достатньо з'єднати цю точку з верхньою точкою кола. З'єднавши A з нижньою точкою кола, ми отримаємо нормаль.
- Довжина арки циклоїди дорівнює {\displaystyle 8r}. Цю властивість відкрив Крістофер Рен (1658).
- Площа під кожною аркою циклоїди втроє більша, ніж площа круга, що її породжує. Еванджеліста Торрічеллі повідомив, що цей факт Галілей відкрив експериментально: порівнявши вагу пластинок з колом і з аркою циклоїди[1]
- Радіус кривини у першої арки циклоїди дорівнює {\displaystyle 4r\sin {\frac {t}{2}}}.
- Перевернена циклоїда є кривою найшвидшого спуску (брахістохроною). Більше того, вона має також властивість таутохронності: пробне тіло, ковзаючи з будь-якої точки циклоїди, досягає горизонталі (найнижчої точки) за однаковий час.
- Період коливань матеріальної точки, що без тертя ковзає по переверненій циклоїді, не залежить від амплітуди; цей факт Хрістіан Гюйгенс застосував для створення точних механічних годинників.
- Еволюта циклоїди є циклоїдою, конгруентною вихідній, а саме - паралельно зсунутої так, що вершини переходять у «вістря».
- Деталі машин, які здійснюють одночасно рівномірний обертальний і поступальний рух, описують циклоїдальні криві (циклоїда, епіциклоїда, гіпоциклоїда, трохоїда, астроїда) (порівн. побудову  лемніскати Бернуллі).

## Історичний нарис
Першим із учених звернув увагу на циклоїду Микола Кузанський в XV столітті, але серйозне дослідження цієї кривої почалося тільки в XVII  столітті.
Назву циклоїда придумав Галілео Галілей (у Франції цю криву спочатку називали рулеттою).
Змістовне дослідження циклоїди провів сучасник Галілея Мерсенн.
Серед трансцендентних кривих, тобто кривих, рівняння яких не може бути записане у вигляді многочлена від {\displaystyle x,y}, циклоїда - перша з досліджуваних.
Паскаль писав про циклоїду:
|  | Рулетта є лінія настільки звичайною, що після прямої і кола немає лінії, яка зустрічається частіше; вона окреслюється перед очима кожного, що треба дивуватися тому, як її не розглянули давні… тому що це не що інше, як шлях, що описує у повітрі цвях колеса. |

Нова крива швидко завоювала популярність і її піддали глибокому аналізу, у якому брали участь Декарт, Ферма, Ньютон, Лейбніц, брати Бернуллі та інші корифеї науки XVII-XVIII століть.
На циклоїді активно вигострювалися методи, що з'явились в ті роки математичного аналізу.
Той факт, що аналітичне дослідження циклоїди виявилося настільки ж успішним, як і аналіз алгебраїчних кривих, справив велике враження й став важливим аргументом на користь «зрівняння в правах» алгебраїчних і трансцендентних кривих.